# Come Out, Ye Black and Tans (musique)
Come Out, Ye Black and Tans est une chanson rebelle irlandaise, écrite par Dominic Behan, qui critique les Irlandais pro-britanniques et les actions de l'armée britannique dans ses guerres coloniales. Son titre fait référence aux Black and Tans, majoritairement d'anciens soldats de l'armée britannique, qui ont renforcé la Police royale irlandaise (RIC) pendant la guerre d'indépendance irlandaise (1919-1921) et ont commis de nombreux actes de violence et de terreur contre la population irlandaise.
La chanson décrit initialement le père de Behan, Stephen, rentrant ivre à la maison et narguant les voisins pro-britanniques, faisant référence aux divisions politiques dans la classe ouvrière de Dublin des années 1920 et 1930. Il énumère ensuite des exemples d’injustice britannique contre l’Irlande en y reliant à la violence coloniale britannique commise dans le monde entier. Le terme « Black and Tans » est utilisé de manière péjorative dans la chanson pour décrire les Dublinois, catholiques et protestants, qui étaient pro-britanniques.
Behan a composé les paroles de la chanson au début des années 1960, sur l'air de la chanson traditionnelle irlandaise Rosc Catha na Mumhan. L’œuvre a été enregistrée en 1972 par le groupe de musique traditionnelle irlandaise The Wolfe Tones.